# Clauzetto
Clauzetto (friülà Clausêt ) és un municipi italià, dins de la província de Pordenone. L'any 2007 tenia 394 habitants. Limita amb els municipis de Castelnovo del Friuli, Pinzano al Tagliamento, Tramonti di Sotto i Vito d'Asio.

## Administració
| Període | Identitat         | Partit        |
| ------- | ----------------- | ------------- |
| 2004-   | Giuliano Cescutti | Llista cívica |